# Чина приземистая
Чина приземистая (лат. Lathyrus humilis) — многолетнее травянистое растение рода Чина семейства Бобовые (Fabaceae).
Позднеплейстоценовый реликт.

## Ботаническое описание
Стебли 20-45 см высотой, тонкие, прямостоячие.
Листовая ось заканчивается ветвистым, иногда простым усиком. Листочки в числе (2)3―5 пар, 1,5―4 см длиной, 0,7―2 см шириной, эллиптические или яйцевидные, с обеих сторон голые. Прилистники полустреловидные, яйцевидные или ланцетные, 6―13(18) мм длиной.
Цветки красновато-фиолетовые, при сушке синеющие, по(1)2―4 в рыхлых кистях. Чашечка 7―9 мм длиной, с ланцетно-шиловидными зубцами, из которых 2 верхних не длиннее половины трубки, самый нижний почти равен ей. Венчики (16)17―19 мм длиной. Завязь, преимущественно в нижней части, густо коротковолосистая.
Бобы продолговато-линейные, 3―4,5 см длиной, опушённые короткими курчавыми волосками или голые.

## Распространение и экология
Встречается в Сибири, на Алтае, на Урале, в Средней Азии, на Дальнем Востоке, в Северном Китае, на Корейском полуострове, в Гималаях.
Растёт в разреженных берёзовых и лиственничных лесах, в сосновых борах, по их окраинам, на лугах, луговых склонах и залежах.
На Алтае распространена в Приалтайских степях и предгорьях, в долинах рек Катуни у сёл Сростки, Ороктой, Ак-Кем, по берегам Телецкого озера, низовьям Чулышмана, Башкауса и по склонам Северо-Чуйского хребта.

## Химический состав
В надземной части установлено содержание значительного количества аскорбиновой кислоты и каротина, рутин, аминокислоты, среди которых много пролина, метионина, белков и фитонцидов (Крылов, 1975). В фазе цветения содержит до 19 % белка, 5 % жира и 30 % клетчатки (Верещагин, 1959).
| От абсолютного сухого вещества в % | От абсолютного сухого вещества в % | От абсолютного сухого вещества в % | От абсолютного сухого вещества в % | От абсолютного сухого вещества в % | Источник          |
| золы                               | протеина                           | жира                               | клетчатки                          | БЭВ                                | Источник          |
| ---------------------------------- | ---------------------------------- | ---------------------------------- | ---------------------------------- | ---------------------------------- | ----------------- |
| 6,2                                | 19,2                               | 3,7                                | 28,3                               | 42,6                               | Попов и др., 1944 |
| 7,1                                | 16,2                               | 5,3                                | 31,3                               | 40,1                               | Бранке, 1934      |
| 6,8                                | 15,9                               | 5,4                                | 24,2                               | 47,7                               | —                 |

Цветки содержат сапонины. В листья собранных в начале июня найдено 189 мг % аскорбиновой кислоты. 

## Значение и применение
Удовлетворительно поедается маралами. На пастбище хорошо крупным рогатым скотом поедается весной и летом, осенью хуже. Лошади и овца весной и летом едят плохо, верблюды еще хуже. В сене хорошо поедается крупным рогатым скотом и лошадьми, удовлетворительно овцами и козами.
Используется в декоративном садоводстве как красиво цветущее растение.

## Использование в медицине
В народной медицине Алтая чина приземистая применяется при кровоточивости дёсен, при маточных кровотечениях, катаре желудочно-кишечного тракта, для укрепления стенок сосудов при варикозном расширении вен, для рассасывания сгустков крови (тромбофлебитах) и золотухе.

## Угрозы и охрана
В ХМАО-Югре встречается очень редко, обнаружена в верхнем течении реки Конды близ г. Советский. Слабая экологическая пластичность вида и разрушение мест обитания вследствие хозяйственной деятельности людей может привести к исчезновению чины приземистой в этом регионе.
Чина приземистая занесена в Красную книгу Пермского края.